# 卫材

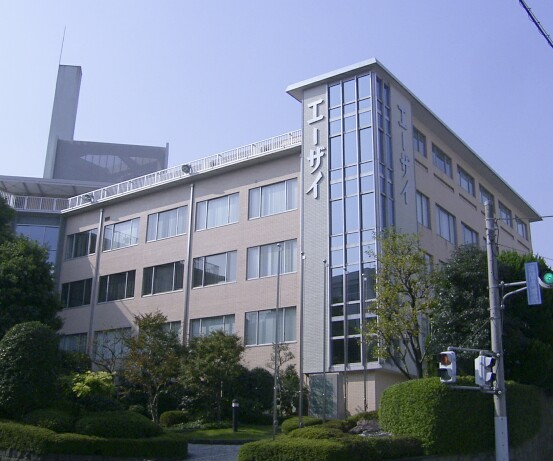
卫材总部

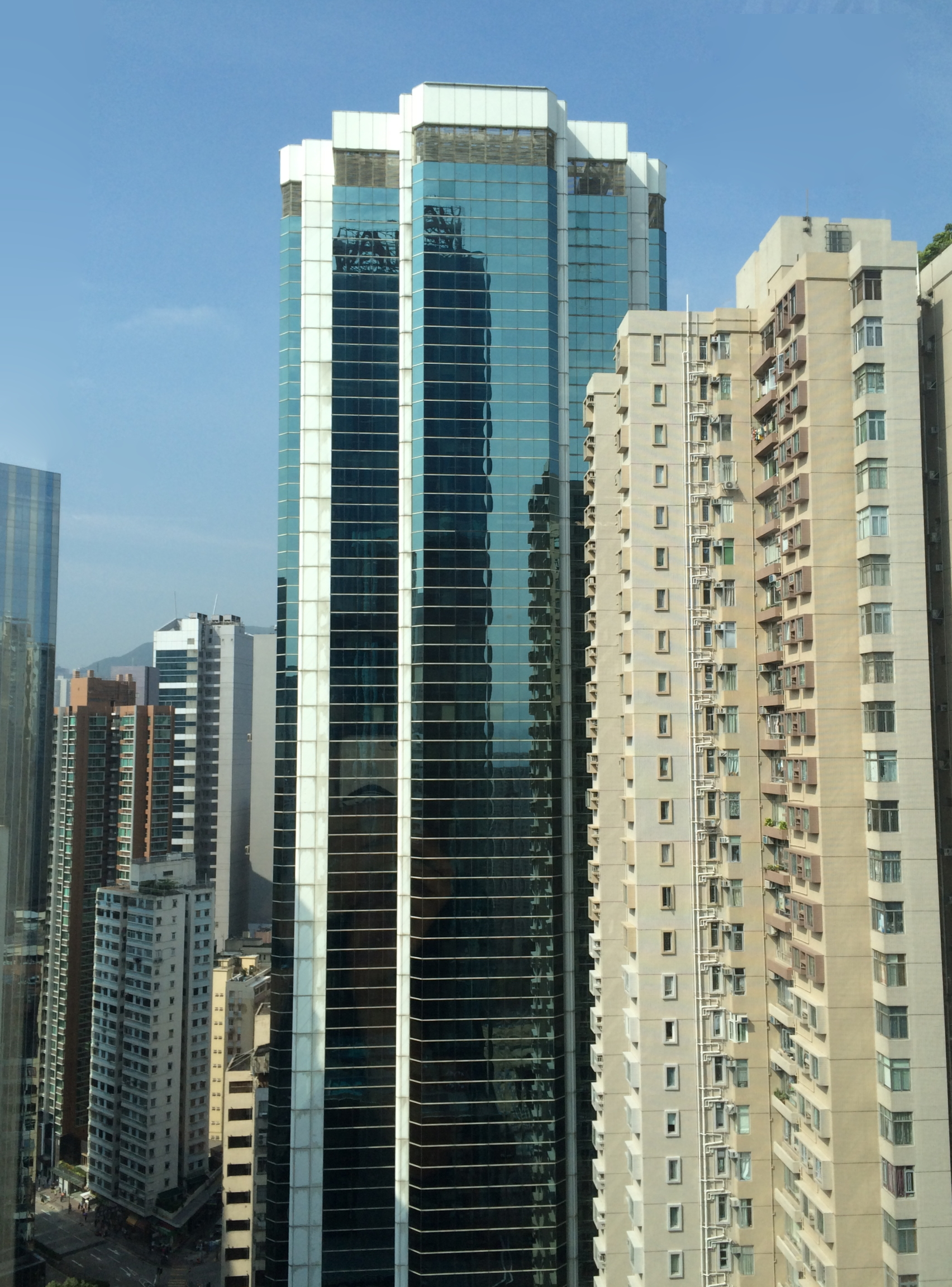
卫材香港办事处设于香港炮台山理文商業中心

卫材株式会社（Eisai Co., Ltd.） 是一家总部位于日本东京的制药公司，拥有近一万名员工，并进行着约1500个项目的开发。卫材公司在日本东证指数100和日经225指数上市。
卫材（中国）药业有限公司是卫材在中國全额投资成立的独资制药企业。

## 国内事業所
- 本庄事業所（埼玉縣本庄市）
- 川島工園（岐阜縣各務原市川島竹早町）
- 筑波研究所（茨城縣つくば市）
- 鹿島事業所（茨城縣神栖市）

## 引用
1. ↑  . Eisai Co., Ltd.   [February 9, 2015]. （原始内容存档于2021-01-16）.[自述来源]
2. ↑  . Nihon Keizai Shimbun.   [February 9, 2015]. （原始内容存档于2016-11-14）.
3. ↑  . Eisai Co., Ltd.   [September 28, 2015]. （原始内容存档于2020-12-01）.